# Češljugar
Čalmašica, češljugar, gardelin, grdelac, grdelin, grdelja, konopljarka,  štiglic ili štiglić (latinski: Carduelis carduelis) malena je vrapčarka iz porodice zeba.

## Opis
Češljugar je u prosjeku dug 12 – 13 cm s rasponom krila od 21 – 25 cm i težinom od 14 do 19 grama. Spolovi su slični, s crvenim licem, crno-bijelom glavom, svijetlosmeđim leđima, bijelim trbuhom s mekano-smeđim bokovima i prsima. Krila su crno-žuta. 
Iz blizine se mužjaci mogu razlikovati po većoj, tamnijoj crvenoj maski koja se širi odmah iza oka. Kod ženki, crvena boja ne dopire do oka. Kljun boje bjelokosti je dug i šiljast, a rep je račvast. 
Češljugari u razdoblju razmnožavanja imaju bijel kljun, sa sivkastom ili crnkastom točkom na vrhu. Azijska podvrsta ima sivu glavu iza crvenog lica, bez crno-bijelih šara europskih i zapadnoazijskih ptica.
Po svome perju češljugar je naša najživlje obojena zebovka koju se može posvuda promatrati i zapravo nije rijetka nego je zbog naseljavanja u parkovima i perivojima postala prava česta gradska ptica. Zbog različitih staništa i načina ishrane postoji vrlo mnogo varijacija obojenosti ove vrste. Dugačak je od 12 do 14 cm, težak 25 grama, osnovna boja mu je počevši od glave: crveno bijelo crna glava, crna krila sa širokom žutom prugom, crni rep s velikim bijelim točkama, bijeli trbuh i prsa s blago smećkastom srcastom šarom koja se proteže duž bokova, ženka je iste boje samo tamnija.

## Ponašanje
Češljugareva omiljena hrana je maleno sjemenje poput čičkova i češljugovine, ali lovi i kukce koje nosi ptićima. Zimi često posjećuje hranilice za ptice. Gnijezde se na listopadnom drveću ili čak bambusu. Ženka nese 4 – 6 jaja iz kojih se izlegu ptići nakon 11 – 14 dana.
Zimi se češljugari okupljaju u jata od 40 ptica, često i više.
Ima ugodan pjev, zbog čega se prije držao kao kavezna ptica. Odbjegle ptice ili one namjerno puštene u divljinu su kolonizirale jugoistok Australije i Novog Zelanda.
Voli krajeve bogate korovom gdje nalazi svoju omiljenu hranu, čičak i češljinu po kojoj je i dobio ime. U doba parenja češljugar se približava selima i gradovima gdje se osjeća sigurnijim od progona grabljivica. Oko svibnja mužjak počinje svadbenu pjesmu i ženku potiče na gniježđenje. U to doba češljugare obično možemo vidjeti u parovima kako dolijeću u vrtove i hrane se korovom koji je nikao između povrtnih kultura.
U kasnu jesen polako se mlade i stare ptice skupljaju u velika jata koja će uskoro početi lutati poljima i livadama, vrištinama i korovištima, u potrazi za hranom. Za jakih zima k nama dolaze sjeverne podvrste češljugara koje se dužinom i manjom obojenošću razlikuju od češljugara iz kontinentalnih krajeva. Oni su veći i narastu i do 18 cm, imaju gušće perje i obojenost im je malo drugačija, tako znamo bjelogrle ili one sa skoro cijelom crvenom glavom. Razlikuju se i po bijeloj točki na zatiljku koja se nalazi iza crnog područja na vratu.

## Rasprostranjenost i stanište
Češljugar nastanjuje skoro cijelu Europu, Sjevernu Afriku i zapad i središnju Aziju u otvorenim, djelomično pošumljenim dolinama.
Stanarica je u zapadnom dijelu svog staništa, ali se seli iz hladnijih krajeva. Također se može seliti i sa zapada ako je zima hladnija nego obično. Uvedena je u mnoga područja svijeta.
Za početak gniježđenja im je neophodna ishrana životinjskog porijekla. Iako su biljojedi, u jelovnik ubacuju biljne uši i mravlja jaja, tako dolaze do proteina i bjelančevina koje ih potiču na reproduktivan ciklus. Kad je ženka dovoljno stimulirana poticanjem mužjaka i ishranom, odabire mjesto za gnijezdo, koje se nalazi od 5 do 8 metara iznad zemlje, ali ima i iznimaka, pa tako na mjestima gdje se osjećaju sigurnim, češljugar savije gnijezdo i u krošnji kakve male voćke uz seosku ogradu na visini manjoj od 4 metra. U prosjeku se pari dva puta godišnje, a prvo leglo je brojnije od drugog, i nalazi se na manjoj visini od drugog legla. Gnijezdo je građeno od korjenčića i mahovine i finih travki vune, dlake, perja i paučine. Paučinom i vezuje gnijezdo za grančice na kojima stoji. U gnijezdo ženka snese od 4 do 6 bjelkastih jaja s vijencem crvenkastih točkica na tupoj strani, te na njima leži od 12 do 14 dana, a mužjak je za to vrijeme revno hrani.
Mladi su čučavci i ležu se goli sa zametnim paperjem, roditelji im donose hranu, a majka ih grije dok im na leđima i trbuhu dovoljno ne naraste perje da imaju barem oskudnu termičku zaštitu. To je obično deseti dan te onda oba roditelja mogu dulje izbivati u potrazi za hranom. Mladi se u obojenosti od roditelja razlikuju po jednakoj obojenosti krila, dok su glava i cijela donja strana tijela bež boje s nježnim točkicama. Zebovke jako brzo rastu te i mladi češljugari već nakon 14 dana počinju prve vježbe krila na grančicama u blizini gnijezda. Par dana kasnije okušaju se u letenju i tada prate svoje roditelje glasno se javljajući. Još dugo ostaju zajedno jer im je potrebna pouka u samostalnom traženju hrane, pa uvijek oko lipnja možemo vidjeti cijelu obitelj kako na nekom livadnom korovu traži hranu. U kolovozu se mitare pa mladi tada dobiju perje odraslih ptica.

## Odnos s ljudima
Češljugare se često drži kao kavezne ptice zbog lijepog pjeva i upadljivog izgleda. Mužjake se ponekada uparuje sa ženkama kanarinca kako bi se napravio muški potomak s još ljepšim glasom. Muški mladunci često naslijede najbolje dijelove pjesme obaju roditelja.
Pjev češljugara je jako melodičan pa odzvanja nadaleko. Izmjenjuje cvrkut i glasan završni čurlik s kojim ptica izvodi mimiku pomicanja tijela lijevo desno. Zbog svoga lijepoga pjeva, češljugara su često križali s kanarincem pa su uzgajivači dobivali vrijedne ptice jačeg pjeva koji je ličio na češljugarev, a po jačini i modulacijama na kanarinčev način pjevanja.
Ptice dobivene križanjem nazvali su bastardi ili melezi, križanci. Danas se češljugare uzgaja i u zatočeništvu kao udomaćene ptice koje imaju zatvoreni registrirani prsten kao dokaz da su se izlegle u zatočeništvu. Češljugar ima puno poklonika, jer je ptica koja je mnogima kućni ljubimac pa ga ponekad drže i više od kanarinaca. Zbog svoga lijepog pjeva i boje stekao je glas uzorne ptice za uzgoj u zatočeništvu, u prirodi je zaštićena vrsta, ali se udomaćene češljugare može kupiti na ornitološkim izložbama.

## Drugi projekti
|  | Zajednički poslužitelj ima još gradiva o temi češljugar |
|  | Wikivrste imaju podatke o taksonu češljugaru            |